# Университет Мзумбе
Университет Мзумбе (суахили Chuo Kikuu Mzumbe, MU) — государственное высшее учебное заведение, расположенное в городе Мзумбе (Танзания). Главный кампус университета находится в 20 км к юго-западу от Морогоро. Второй кампус расположен в Дар-эс-Саламе на улице Мфауме в районе Упанга.
По состоянию на 2021 год университет занимал в рейтинге 7-е место в Танзании, 235-е место в Африке и 7165-е место в мире.

## История
Основан в 2001 году. В 1953 году британская колониальная администрация учредила в стране Школу местного самоуправления. Школа была нацелена на обучение местных вождей, сотрудников местных властей и советников. После обретения Танзанией (Танганьикой) независимости уровень был повышен и включал также подготовку государственных служащих центрального правительства, специалистов по развитию сельских районов и магистратов местных судов.
В 1972 году тогдашняя Школа местного самоуправления была объединена с Институтом государственного управления Университета Дар-эс-Салама и создан Институт управления развитием (IDM-Mzumbe). IDM был высшим учебным заведением для подготовки профессиональных менеджеров в государственном и частном секторах. 
Учитывая естественный рост института за годы работы и меняющиеся национальные и международные потребности в человеческих ресурсах, правительство страны преобразовало его в 2001 году в полноценный государственный университет. 
Университет ныне осуществляет обучение в области управления правосудием, бизнесом, государственного управления, бухгалтерского учёта, финансов, политологии и др.

## Структура
- Школа бизнеса (SoB)
- Школа администрирования и менеджмента (SoAM)
- Юридический факультет (FoL)
- Факультет социальных наук (FSS)
- Факультет науки и технологий (FST)
- Институт исследований развития (IDS)
- Управление исследований, публикаций и последипломного образования (DRPS)

## Известные выпускники и преподаватели
- Макинда, Энн
- Мгимва, Уильям
- Сулуху, Самия
- Шейн, Али Мохамед